# Études gaies et lesbiennes
Études queer

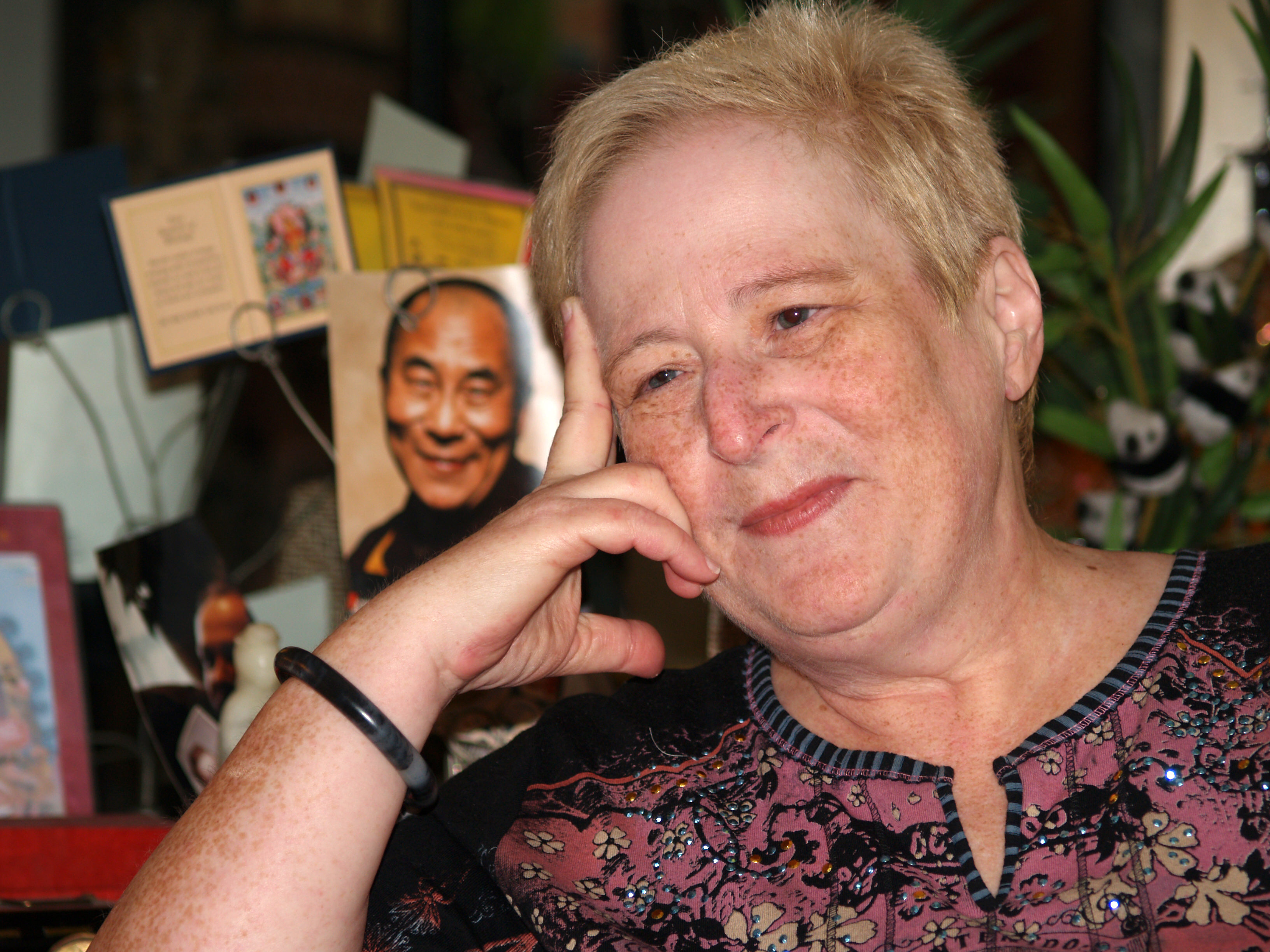
Eve Kosofsky Sedgwick, la fondatrice des études gaies et lesbiennes.

Les études gays et lesbiennes (en anglais : gay and lesbian studies) également appelées études queer (en anglais : queer studies) ou études LGBT (en anglais : LGBT studies) sont un champ d'études et de recherche interdisciplinaire consacré aux personnes et aux cultures gays, lesbiennes, bisexuelles et transgenres.

## Périmètre
Fondées par Eve Kosofsky Sedgwick, les études gays et lesbiennes s'intéressent d'abord à l'histoire et à la littérature LGBT. Leur champ d'étude s'ouvre cependant progressivement à la biologie, à la sociologie, à l'anthropologie, à l'histoire des sciences, à la philosophie, à la psychologie, à la sexologie, aux sciences politiques, à l'éthique, mais toujours sous l'angle des thématiques LGBT.  
Du fait de la non-correspondance entre pratiques et identités, les études sur les minorités sexuelles définissent leurs propres catégories, qui correspondent à un besoin d'avoir des groupes stables et clairement définissables. Ainsi, les études de santé sexuelle utilisent les catégories hommes ayant des relations sexuelles avec des hommes et femmes ayant des relations sexuelles avec des femmes, tandis que celles de santé mentale préféreront utiliser celui de personne non-hétérosexuelle.
La recherche sur les minorités sexuelles est « biaisée en faveur des hommes — et se concentre de manière disproportionnée sur le VIH et les autres infections sexuellement transmissibles ».
Entre 1989 et 2011, aux États-Unis, de nombreuses subventions de recherche ont été mises en place par les National Institutes of Health (NIH), mais la recherche pour les minorités sexuelles et la santé ne représentait que 0,1 % de toutes les études financées. La plupart des recherches portaient sur les hommes gays et bisexuels ; les études sur les femmes dans les minorités sexuelles ne représentaient que 13,5 %.
Marianne LaFrance, ancienne responsable des études gays et lesbiennes de l'université Yale, déclare à ce propos : « Aujourd'hui, nous ne nous demandons plus seulement "qu'est-ce qui cause l'homosexualité ?" [mais aussi] "qu'est-ce qui cause l'hétérosexualité ?" et "pourquoi la sexualité est-elle aussi centrale dans la perspective de certaines personnes ?" ». 
Les études gays et lesbiennes ne se résument ni à la théorie queer, ni aux études de genre.

## Études sur l'histoire de la communauté LGBT

### Service des Parcs Nationaux (2016)
Le mardi 11 octobre 2016, lors du coming out day et de la deuxième semaine du mois de l'histoire LGBT, le National Park Service des États-Unis publie une étude de 32 chapitres sur l'histoire de la communauté LGBTQ,,. Les communautés des bibliothèques et de la préservation espèrent que cette étude « contribuera à la protection de divers sites historiques LGBTQ à travers le pays ».

## Études sur la littérature LGBT
Plusieurs études ont été menées au sujet de la littérature LGBT afin de comprendre les œuvres et les lecteurs de ce genre littéraire.

### Rothbauer (2004)
En 2004, dans le cadre de sa thèse de recherche, Rothbauer interroge 17 femmes âgées de 18 à 23 ans se déclarant lesbiennes, bisexuelles et queer, à propos de leurs habitudes de lectures récréatives. Pour analyser les données, elle utilise des techniques de codage ouvert pour l'analyse textuelle, et s'appuie également sur la rédaction de certaines participantes.
Les résultats de Rothbauer indiquent que la lecture de fiction est une activité attractive pour les jeunes femmes lesbiennes, bisexuelles et queer car de nombreuses participantes espèrent que les œuvres de fiction montrent les « possibilités de revendiquer une identité queer » et sont frustrées par les œuvres qui contiennent une vision trop négative ou homophobe de la vie lesbienne. Rothbauer identifie quatre tendances dans les choix de lecture de ses participantes :
- Une orientation vers les histoires qui se passent dans l'avenir ;
- Un rejet des récits de coming out habituels ;
- Un désir de lire sur « être lesbienne », « être queer » et « être bisexuelle » ;
- Une volonté de lien avec « l'autre textuel ».

Les personnes interrogées expriment également ressentir une meilleure connexion avec la communauté grâce à la lecture, que ce soit en rejoignant des communautés de fans d'auteurs préférés ou en discutant et en partageant des livres avec d'autres.
La bibliothèque publique est l'un des points d'accès les plus importants pour les personnes interrogées, avec Internet et les librairies. Les personnes interrogées s'appuient souvent sur les catalogues de bibliothèques en ligne comme recherches anonymes et sûres pour explorer la fiction lesbienne. Les participantes ne trouvaient pas souvent ce qu'elles cherchaient dans les catalogues en ligne, mais n'étaient pas surprises par le manque de documents. Rothbauer suggère de rendre les documents plus visibles et d'améliorer la portée et l'actualité des fonds des bibliothèques pour atteindre ces utilisatrices.

## Études sur le besoin d'information de la communauté LGBT

### Creelman et Harris (1990)
En 1990, Creelman et Harris publient probablement la première étude sur les besoins d'information des personnes lesbiennes à des moments spécifiques de leur vie.
Elles utilisent un modèle qui prend en compte le contexte particulier dans les besoins d'information des personnes lesbiennes. Leurs données proviennent d'une série de 50 entretiens avec des femmes lesbiennes d'un groupe à Toronto, au Canada, les scientifiques utilisent l'approche d'échantillonnage en boule de neige pour recruter des participantes supplémentaires.
84% des personnes interrogées déclarent qu'elles connaissent la bibliothèque comme source d'information liée aux identités lesbiennes, contre 62% qui connaissent les bars gays et 58% connaissent les organisations gays et lesbiennes. Cependant, elles constatent que de nombreuses personnes interrogées sont frustrées par la littérature négative ou centrée sur les hommes, qui représente l'essentiel des informations disponibles dans les bibliothèques. Selon les résultats de cette étude, les bibliothèques doivent veiller à ce que les informations soient facilement disponibles, actuelles et positives, pour mieux servir les personnes lesbiennes.

### Mathson et Hancks (2006)
Dans leur étude de 2006 à propos de la circulation des livres LGBTQ dans une bibliothèque universitaire, Stephanie Mathson et Jeffery Hancks ont constaté que les titres LGBTQ étaient 20% plus susceptibles de circuler via une machine de prêt en libre-service plutôt que par un bureau de prêt traditionnel tenu par une personne. Cependant, la taille de leur échantillon étant petite, les résultats de l'étude ne sont pas forcément concluants.

### Beiriger et Jackson (2007)
En 2007, Beiriger et Jackson publient les résultats de leur enquête concernant les besoins d'information des personnes transgenres du Centre de ressources sur les personnes transgenres et l'identité (TiRC) à Portland en Oregon.
À l'aide d'un outil de sondage adapté du projet « Bien-être des gays, des lesbiennes, des bisexuels et des transgenres » d'Ottawa-Carleton, au Canada, les auteurs ont distribué le sondage par l'intermédiaire du personnel et des conseillers du Centre TiRC, ainsi qu'en ligne par le biais de listes de diffusion et de sites Web.
L'analyse des 99 réponses à l'enquête montre que la bibliothèque est l'un des derniers endroits vers lequel les personnes transgenres se tournent en raison d'un manque d'informations actualisées sur la santé ou d'un environnement peu accueillant. Les collections des bibliothèques destinées à répondre aux besoins des personnes transgenres sont généralement moins complètes que celles destinées aux personnes gays et lesbiennes. Les auteurs ont conclu que les bibliothécaires devraient faire davantage de sensibilisation envers les communautés transgenres pour transmettre un message de bienvenue, et qu'Internet pourrait être un outil potentiellement puissant pour atteindre ces populations sous-représentées.

## Études sur l'utilisation des bibliothèques LGBT
Plusieurs études ont été menées au sujet des bibliothèques LGBT afin de comprendre leurs utilisateurs et leurs usages.

### Joyce et Schrader (1997)
Dans la première étude spécifiquement adressée aux hommes homosexuels, Joyce et Schrader étudient les perceptions du système de bibliothèques à Edmonton, au Canada. À l'aide d'un questionnaire anonyme distribué aux organisations de la communauté gay, les auteurs ont recueilli des données sur 21 questions relatives à trois aspects de la recherche d'informations : les renseignements personnels, les besoins d'informations liés au coming out et les besoins continus d'information. L'enquête a été réalisée auprès de 47 personnes ayant un niveau d'éducation généralement élevé.
La bibliothèque est la source d'information la plus souvent citée sur le coming out et les besoins continus d'information, suivie par les organisations gays et les alliés. Lorsqu'on leur a demandé quels types de documents ils avaient empruntés à la bibliothèque, les hommes interrogés ont le plus souvent cité la musique, suivie par la non-fiction et la fiction. Cependant, ils avaient une impression globalement négative sur la quantité d'informations relatives aux hommes gays présentes dans la bibliothèque et ont suggéré la nécessité d'élargir la collection gay, de réseauter avec des organisations gays et lesbiennes et de s'abonner à des magazines gays.
Joyce et Schrader ont trouvé des similitudes entre leur étude et celle de Whitt et celle Creelman et Harris qui l'ont précédée. Certains des thèmes communs comprenaient l'importance de la bibliothèque, en particulier dans les premiers stades du coming out, le besoin d'informations plus spécifiques au fil du temps et le manque général de services.

### Whitt (1993)
En 1993, Alisa Whitt s'intéresse aux besoins d'informations des lesbiennes et à leurs attendus de la bibliothèque à différentes étapes de leur vie. Whitt collecte des données en envoyant une enquête via un bulletin d'information lesbien qui circule en Caroline du Nord et qui attire 141 réponses.
Pour de nombreuses lesbiennes qui répondent au sondage de Whitt, la bibliothèque est la source la plus importante pour localiser l'information pendant les premières étapes du coming out, en particulier dans les régions éloignées sans communauté visible. Whitt détermine trois changements concernant le type d'information souhaité par les interrogées, du début du processus du coming out à une identité plus définie plus tard. Elle constate que les besoins d'informations vont de larges à plus spécifiques, des faits ou non-fiction aux divertissements ou à la fiction et que les répondantes sont de plus en plus exigeantes avec l'âge quant à ce dont elles ont besoin.
De nombreuses personnes interrogées qui n'ont jamais utilisé la bibliothèque citent comme raisons la gêne ou le manque de connaissances sur les informations disponibles. Même celles qui fréquentent la bibliothèque disent souvent qu'elles étaient trop gênées pour demander de l'aide ; beaucoup s'attendaient à des réactions choquées ou à une homophobie directe de la part des bibliothécaires. Certains reproches fréquents émis par les personnes qui utilisent les collections des bibliothèques étaient que les informations étaient négatives, dépassées ou difficiles à trouver. Whitt conclut que davantage de formation du personnel est nécessaire pour remédier à ces représentations. Elle constate également que les personnes interrogées qui utilisent  régulièrement une bibliothèque lycéenne ou universitaire avaient une expérience plus positive pour trouver l'information nécessaire que celles qui n'utilisaient que la bibliothèque publique.

### Norman (1999)
L'étude de 1999 de Norman fournit une analyse quantitative des réponses de l'enquête sur 44 personnes qui s'identifient lesbiennes, gays ou bisexuelles et qui fréquentent les bibliothèques publiques de Brighton et Hove au Royaume-Uni. Cette enquête vise à identifier cinq aspects des utilisateurs LGB des bibliothèques, comprenant : la démographie, l'effet de la centralisation d'une collection, savoir si les personnes LGB utilisent des bibliographies pour trouver des lectures et leurs raisons d'utilisation ainsi que leurs perceptions du service des bibliothèques. Les résultats de l'enquête sont analysés à l'aide du logiciel SPSS.
Les résultats montrent que la fiction et les autres contenus de divertissement sont les documents les plus populaires de la bibliothèque et que plus de la moitié des personnes interrogées utilisent des bibliographies pour trouver de nouvelles idées de lecture. Nombreux parmi eux citent le prix élevé des livres gays ou lesbiens comme l'une des raisons de la fréquentation importante des bibliothèques. Bien que certains estiment que la répartition entre les titres lesbiens et gays est déséquilibrée en faveur des titres lesbiens, la perception globale des services des bibliothèques d'Hove et de Brighton pour le public LGB est excellente ou bonne.

### Mehra et Braquet (2007)
L'article de Mehra et Braquet en 2007, Professionnels des bibliothèques et des sciences de l'information en tant que chercheurs en action communautaire dans un cadre universitaire, développe davantage le rôle central des bibliothécaires dans la promotion de l'acceptation des personnes LGBTQ en notant que la profession est « dans une position unique pour fournir un accès à la littérature et à l'information LGBT ».

## Personnalités liées à ces études
- Coral Herrera (née en 1977) est une féministe et autrice espagnole basée au Costa Rica